# Дуодецима
Дуоде́ціма (лат. duodecimus — дванадцятий; мається на увазі 12-й по порядку ступінь звукоряду, рахуючи від першої, прими), або трита́ва — музичний інтервал шириною в 12 ступенів, позначається цифрою 12.
Найчастіше розглядається як складовий інтервал, тобто складений з октави та квінти (його давня назва – diapason cum diapente, тобто октава з квінтою). Наприклад, С-g.
Як і квінта, може бути чистою, зменшеною та збільшеною. У європейській теорії музики чиста дуодецима класифікується як досконалий консонанс, оскільки частота звуку верхнього та нижнього тонів відноситься як 3/1.

## Різновиди дуодецими
Чиста дуодецима містить 9 з половиною тонів (ч. 12)
Зменшена дуодецима містить 9 тонів (пом. 12)
Збільшена дуодецима містить 10 тонів (ув. 12)

## Використання
Дуодецима (тритава) використовується як основний інтервал деяких музичних строях, у яких використовується як основа гами замість октави. Такі рівномірно темперовані лади називаються ED3 чи EDT (equal division of tritave). Найпростіший приклад такого ладу – 19EDT – енгармонічно майже дорівнює загальноприйнятому «октавному» ладу 12EDO, октава в ньому дорівнює 1201,2 центу.